# Paula (film 1952)
Paula è un film del 1952 diretto da Rudolph Maté.

## Trama
Dopo il suo secondo aborto, Paula Rogers apprende dal medico di non poter più avere bambini. Il fatto di non essere in grado di dare un figlio al proprio marito la sconvolge al punto tale che, nel rientrare a casa in automobile, ella perde il controllo della vettura investendo un bambino di sette anni. La donna vorrebbe costituirsi alla polizia, ma una serie di circostanze le impediscono di farlo.
Successivamente Paula viene a sapere che, in seguito all'incidente, il ragazzo, ospite di un orfanotrofio, ha perso l'uso della parola. Presa dai sensi di colpa, decide insieme a suo marito di adottarlo e, con l'aiuto di un amico medico, lo sottopone con successo a un trattamento riabilitativo.
Col tempo, il ragazzo intuisce che è stata proprio la madre adottiva a investirlo e comincia a nutrire un certo rancore nei suoi confronti, ma la riconoscenza per le cure che gli ha prodigato e per l'affetto di cui lo circonda finiscono col prevalere. Quando la polizia, nel corso delle indagini avviate a seguito dell'incidente, arriva finalmente a sospettare di Paula, il ragazzo non conferma le accuse e si getta tra le sue braccia chiamandola "mamma".